# اندی پتینگر
اندی پتینگر (انگلیسی: Andy Pettinger؛ زادهٔ ۲۱ آوریل ۱۹۸۴) بازیکن فوتبال اهل بریتانیا است.
از باشگاه‌هایی که در آن بازی کرده‌است می‌توان به باشگاه فوتبال اوست تاون، باشگاه فوتبال اسکانتورپ یونایتد، باشگاه فوتبال اورتون، باشگاه فوتبال گریمزبی تاون، و باشگاه فوتبال گینزبورو ترینیتی اشاره کرد.